# Гаральд Стрьом
Гаральд Александер Стрем (норв. Harald Aleksander Strøm; 14 жовтня 1897 року, Гортен — 25 грудня 1977 року, Гортен) — норвезький ковзаняр та футболіст. Учасник зимових Олімпійських ігор у Шамоні. Чемпіон світу та Європи з ковзанярського спорту.

## Біографія
Гаральд Стрьом народився у Гортені, але через батьківську роботу декілька років прожив у Тронгеймі. Грати у футбол почав у місцевому клубі «Фрейдіг». Також у Тронгеймі він займався лижним спортом. У 13 років повернувся у рідний Гортен та почав виступати за футбольний клуб «Ерн-Гортен». Зрозумівши, що в Гортені несприятливі умови для занять лижним спортом Стрьом почав займатися ковзанярством.
У 1916 році він у складі «Ерн-Гортен» доходить до фіналу Кубка Норвегії з футболу, де поступається 2:0 столичному «Фріггу». Через два роки дебютує у складі збірної Норвегії з футболу у матчі проти збірної Данії. Всього за збірну Стрьом зіграв 16 матчів та забив п'ять голів.
У 1920 році Стрьом вперше став чемпіоном Норвегії з футболу. А у наступному році він встановив світовий рекорд з ковзанярства на дистанції 5000 метрів з результатом 8:27,7. 
У 1922 році Стрьом переміг на першому повоєнному чемпіонаті світу з ковзанярського спорту в класичному багатоборстві серед чоловіків. Він прийшов першим у забігах на 5,000 м та 10,000 метрів. Також під час чемпіонату він покращив свій світовий рекорд з результатом 8:26.5. Цей рекорд протримався п'ять років, доки Івар Баллангруд не побив його у 1927 році з результатом 8:24.2.
Того ж року Гаральд Стрьом стає третім спортсменом, котрого нагороджують Почесною премією Едеберга. Цією премією нагороджують спортсменів, котрі відзначились у більше ніж одному виді спорту.
Наступного року Стрьом здобув срібні нагороди чемпіонату світу, поступившись фіну Класу Тунбергу. Також у 1923 році Стрьом переміг на чемпіонаті Європи з ковзанярського спорту в класичному багатоборстві серед чоловіків, де переміг у перегонах на 5,000 метрів.
На Олімпійських іграх 1924 року в Шамоні був прапороносцем Норвегії та виступав у всіх змаганнях з ковзанярського спорту. Під час змагань він захворів на пневмонію і не зумів показати свій кращий результат. У перегонах на 500 метрів він прийшов восьмим, у всіх інших перегонах він був п'ятим. У заліку з класичного багатоборства він посів четверте місце, розділивши його із співвітчизником Сігурдом Моеном.
У 1926 році Стрьом знову у складі «Ерн-Гортен» доходить до фіналу Кубка Норвегії. І на цей раз не вдається завоювати трофей, «Ерн-Гортен» поступається Шієнському «Одду» з рахунком 3:0. Наступного року Стрьом вдруге стає чемпіоном Норвегії та вирішує закінчити кар'єру футболіста.
Крім футболу, ковзанярства та лижного спорту Стрьом займався хокеєм з шайбою та бенді. Він виступав за столичний «Трюгг».
За фахом він був військовим. Стрьом дослужився до капітана, доки не був вимушений покинути службу через стан здоров'я.
У сторіччя з дня народження Гарольда Стрьома йому було встановлено пам'ятник у парку Стейнснес у рідному місті Гортен.

## Світові рекорди
| Відстань | Час    | Дата           | Місце      |
| -------- | ------ | -------------- | ---------- |
| 5000 м   | 8:27,7 | 20 лютого 1921 | Християнія |
| 5000 м   | 8:26,5 | 18 лютого 1922 | Християнія |

## Власні рекорди
| Відстань | Час     | Дата           | Місце      |
| -------- | ------- | -------------- | ---------- |
| 500 м    | 45,2    | 18 лютого 1922 | Християнія |
| 1500 м   | 2:24,2  | 3 лютого 1923  | Гамар      |
| 5000 м   | 8:26,5  | 18 лютого 1922 | Християнія |
| 10000 м  | 17:32,8 | 20 лютого 1921 | Християнія |